# Serpophaga
Serpophaga – rodzaj ptaków z podrodziny eleni (Elaeniinae) w rodzinie tyrankowatych (Tyrannidae).

## Zasięg występowania
Rodzaj obejmuje gatunki występujące w Ameryce Południowej.

## Morfologia
Długość ciała 8–11 cm, masa ciała 4,4–8,6 g.

## Systematyka

### Etymologia
- Serpophaga: σερφος serphos „komar”; przyrostek -φαγος -phagos „jedzący”, od φαγειν phagein „jeść”[5].
- Polystictus: gr. πολυστικτος polustiktos „dużo plamek”, od πολυς polus „dużo”; στικτος stiktos „plamkowany”, od στιζω stizō „tatuować”[6]. Gatunek typowy: Pachyrhamphus minimus Gould, 1839 (= Sylvia pectoralis Vieillot, 1817).

### Podział systematyczny
Do rodzaju należą następujące gatunki:
- Serpophaga pectoralis (Vieillot, 1817) – murawnik brodaty
- Serpophaga superciliaris (zu Wied, 1831) – murawnik białobrody
- Serpophaga griseicapilla Straneck, 2008 – tyranek popielaty
- Serpophaga hypoleuca P.L. Sclater & Salvin, 1866 – tyranek rzeczny
- Serpophaga subcristata (Vieillot, 1817) – tyranek szarogłowy